# Tetrablemma samoense
Tetrablemma samoense is een spinnensoort in de taxonomische indeling van de Tetrablemmidae.
Het dier behoort tot het geslacht Tetrablemma. De wetenschappelijke naam van de soort werd voor het eerst geldig gepubliceerd in 1964 door Marples.